# Квестор (Древен Рим)
Вижте пояснителната страница за други значения на Квестор.
Квестор (от лат. quaestor, от quaerere – букв. „разследва“) е избираема длъжност по време на Римската република, в чиито задължения влиза контрола над хазната и финансовите дела на държавата, армията и офицерите. Длъжността може да бъде датирана от времето на царете на Рим.
Първоначално квесторите били двама, но от 421 пр.н.е. станали 4, защото към тази длъжност започнали да се допускат и плебеи. След 267 пр.н.е. станали 10, а през 82 пр.н.е. броят им достигнал 20. При Цезар поради свойственото за неговия период на управление разширяване на бюрокрацията, броят на квесторите нараснал до 40. От този брой, тези, които оставали в града, за надзираване на хазната и архива, били quaestores urbani (aerarii), други били прикачени към военачалниците за водене на финансовите дела на армията, трети със същата задача били пратени в провинциите при проконсулите и пропреторите, а четвърти наблюдавали приморските градове и някои други места за митническите постъпления и други държавни задачи. Един такъв квестор имали в Галия, друг в Остия (quaestor Ostiensis), които следели за снабдяването със зърно („res frumentaria“).
По време на реформите на Сула през 81 пр.н.е., минималната възраст, за да може един патриций да бъде избран за квестор била установена 28 г., а за плебеи – 30. Освен това избраният за квестор получавал автоматично място в Сената.